# Ungdomskollegiet (Flensborg)
 For alternative betydninger, se Ungdomskollegiet. (Se også artikler, som begynder med Ungdomskollegiet)
Ungdomskollegiet i Flensborg er oprettet og drives af Dansk Skoleforening for Sydslesvig som bosted for udenbys gymnasieelever fra det danske mindretal.
Ungdomskollegiet, der ligger på Marienhölzungsweg 66 i Flensborg, blev indviet 23. oktober 1971. Der blev afholdt en arkitektkonkurrence, som blev vundet af Theo Bjerg og Palle Dyreborg.
Dengang var der kun ét dansk gymnasium, Duborg-Skolen, for hele Sydslesvig, og med plads til kun 65 beboere på kollegiet har ikke alle kunnet bo dér, men nogle har måttet leje private logier eller bo i tilsluttede filialboliger (til omkring 30-40 beboere). Senere er presset lettet, efter at der kom A.P. Møller Skolen i Slesvig. Der kan optages unge fra det danske mindretal fra 13-års alderen, både skolesøgende og fra andre uddannelser.
Ungdomskollegiet har op mod en snes medarbejdere, herunder en forstander og 3-4 tilsynsførende lærere.

## Forstandere
- 1971-1986 Anna Schrøder (født 8. december 1919)
- 1986-2009 Uwe Becher (født 21. december 1944)
- 2009—      Allan Pedersen (lærereksamen 1992, ansat i Sydslesvig 2000)